# NGC 294
NGC 294 (ook wel ESO 29-SC22) is een open sterrenhoop in de Kleine Magelhaense wolk, die zich bevindt in het sterrenbeeld Toekan.
NGC 294 werd op 11 april 1834 ontdekt door de Britse astronoom John Herschel.